# Lista de bandeiras do Uruguai

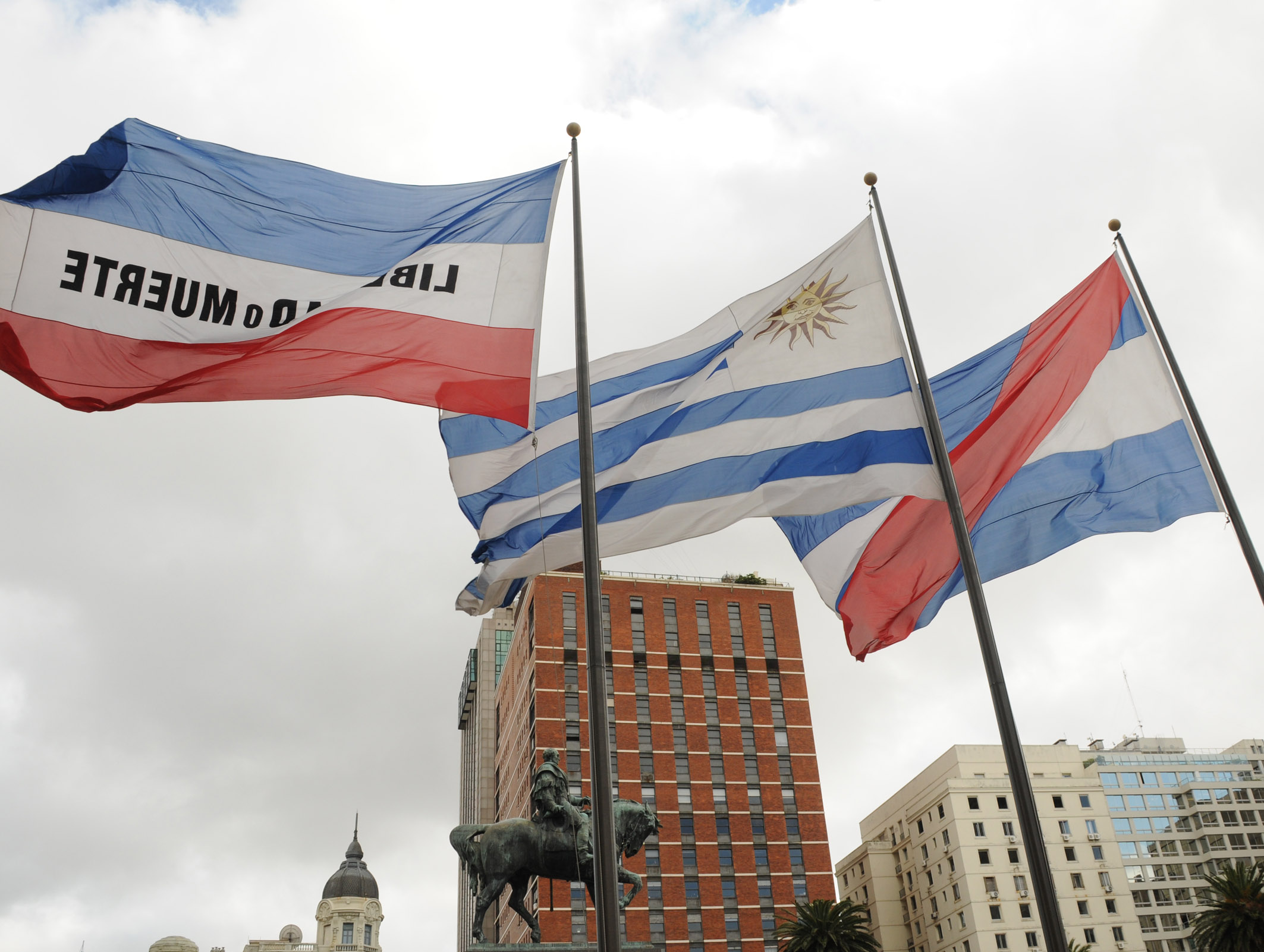
As três bandeiras na Praça Independência, em Montevidéu.

O Uruguai é um dos poucos países do mundo (se não o único) a adotar três bandeiras como símbolo nacional. As três bandeiras são hasteadas juntas nos feriados nacionais, permanecendo alinhadas ao longo do dia. Em escolas e instituições públicas e privadas, os três alunos com melhor desempenho acadêmico são escolhidos e cada um recebe uma bandeira: a Bandeira Nacional, a Bandeira de Artigas e a Bandeira dos Trinta e Três Orientais. Seis outros alunos também atuam como acompanhantes, divididos em dois porta-bandeiras.
Durante a Guerra Grande, as forças leais ao Partido Nacional, sob o comando de Manuel Oribe, usaram uma versão azul-escura da bandeira oriental, apoiadas pelos federalistas argentinos, que, por sua vez, usaram uma versão azul-escura da bandeira da Confederação Argentina. Por sua vez, as forças sitiadas de Montevidéu, leais ao Partido Colorado, lideradas por Fructuoso Rivera, cuja cor distintiva antes da Batalha de Carpintería era o azul-claro, usaram uma versão azul-clara da bandeira uruguaia, apoiadas pelos unitaristas de Buenos Aires no exílio.  

## Bandeiras oficiais
| Bandeira | Data            | Uso                                  | Descrição |
| -------- | --------------- | ------------------------------------ | --- |
|          | 1830–atualmente | Bandeira do Uruguai                  | Quatro listras horizontais de azul com o canto superior do lado do mastro exibindo o Sol de Maio no centro sobre uma tela branca.                                        |
|          | 1952–atualmente | Bandeira de Artigas                  | Uma tribanda, composta por três faixas horizontais iguais coloridas de azul, branco e azul; com uma faixa diagonal vermelha.                                             |
|          | 1952–atualmente | Bandeira dos Trinta e Três Orientais | Três faixas horizontais: a superior azul, a central branca e a inferior vermelha. Na faixa branca, estão impressas as palavras Libertad o Muerte ("Liberdade ou Morte"). |

## Bandeiras militares
| Bandeira | Data            | Uso                                      | Descrição                                                                                              |
| -------- | --------------- | ---------------------------------------- | --- |
|          | ?–atualmente    | Bandeira do Exército Nacional do Uruguai | Um campo marrom claro com o emblema do exército no centro.                                             |
|          | 1817–atualmente | Jaque da Marinha Nacional do Uruguai     | Um campo branco com um sautor azul que se estende até os cantos da bandeira e o Sol de Maio no centro. |
|          | 1953–atualmente | Bandeira da Força Aérea Uruguaia         | Um campo azul com o emblema da Força Aérea no centro.                                                  |

## Bandeiras departamentais
| Bandeira | Data            | Uso                        | Descrição |
| -------- | --------------- | -------------------------- | --------- |
|          | ?–atualmente    | Bandeira de Artigas        |           |
|          | 2010–atualmente | Bandeira de Canelones      | [ 6 ]     |
|          | 2018–atualmente | Bandeira de Cerro Largo    |           |
|          | 2023–atualmente | Bandeira de Colônia        |           |
|          | 2000–atualmente | Bandeira de Durazno        |           |
|          | 1987–atualmente | Bandeira de Flores         |           |
|          | 1990–atualmente | Bandeira de Florida        |           |
|          | ?–atualmente    | Bandeira de Lavalleja      |           |
|          | ?–atualmente    | Bandeira de Maldonado      |           |
|          | 1992–atualmente | Bandeira de Paysandú       |           |
|          | 1995–atualmente | Bandeira de Río Negro      |           |
|          | 1998–atualmente | Bandeira de Rivera         |           |
|          | ?–atualmente    | Bandeira de Rocha          |           |
|          | 1997–atualmente | Bandeira de Salto          |           |
|          | 1999–atualmente | Bandeira de San José       |           |
|          | 1994–atualmente | Bandeira de Soriano        |           |
|          | 2003–atualmente | Bandeira de Treinta y Tres |           |

## Bandeiras municipais
| Bandeira | Data            | Uso                        | Descrição |
| -------- | --------------- | -------------------------- | --------- |
|          | ?–atualmente    | Bandeira de Carmelo        |           |
|          | ?–atualmente    | Bandeira de Chuy           |           |
|          | ?–atualmente    | Bandeira de Maldonado      |           |
|          | 2011–atualmente | Bandeira de Nueva Helvecia |           |
|          | ?–atualmente    | Bandeira de Vergara        |           |

## Bandeiras políticas
| Bandeira | Data            | Uso                                 | Descrição |
| -------- | --------------- | ----------------------------------- | --------- |
|          | 2008–atualmente | Bandeira do COMUNA                  | [ 7 ]     |
|          | 2006–atualmente | Bandeira da Assembleia Popular      |           |
|          | 1836–atualmente | Bandeira do Partido Colorado        | [ 8 ]     |
|          | 2013–2019       | Bandeira do Partido da Concertação  |           |
|          | 1971–atualmente | Bandeira da Frente Ampla            |           |
|          | 2002–atualmente | Bandeira do Partido Independente    |           |
|          | 1897–1904       | Antiga bandeira do Partido Nacional |           |
|          | 1904–atualmente | Bandeira do Partido Nacional        |           |
|          | 1967–1972       | Bandeira do Tupamaros               |           |

## Bandeiras históricas
| Bandeira | Data      | Uso                                                                                   | Descrição |
| -------- | --------- | ------------------------------------------------------------------------------------- | --- |
|          | 1519–1785 | Bandeira do Império Espanhol                                                          | Um saltor vermelho que lembra dois galhos cruzados, grosseiramente podados (com nós), em um campo branco.                                                                       |
|          | 1785–1814 | Bandeira do Reino da Espanha                                                          | Uma bandeira horizontal de três faixas, vermelha, amarela (largura dupla) e vermelha; carregada com o brasão espanhol descentralizado em direção à talha.                       |
|          | 1812      | Bandeira de Manuel Belgrano                                                           | Um bicolor horizontal de branco e azul claro. |
|          | 1812–1817 | Bandeira de Macha adotada oficialmente em 1816                                        | Uma tribanda, composta por três faixas horizontais iguais coloridas em azul claro, branco e azul claro.                                                                         |
|          | 1814–1815 | Primeira bandeira da Liga dos Povos Livres, também conhecida como bandeira de Artigas | Uma tribanda, composta de três faixas horizontais iguais coloridas em azul, branco e azul; com listras vermelhas dentro das faixas azuis.                                       |
|          | 1817–1822 | Bandeira do Reino Unido de Portugal, Brasil e Algarves                                | Brasão da união com a esfera armilar representando o Reino do Brasil e o escudo português representando o Reino de Portugal e Algarves, com uma coroa real, sobre campo branco. |
|          | 1817–1822 | Bandeira do Reino do Brasil                                                           | Um campo azul com a esfera armilar no centro. |
|          | 1820–1828 | Bandeira da Província da Cisplatina                                                   | Uma tribanda composta por três faixas horizontais iguais nas cores verde, branco e verde, com o emblema da província no centro.                                                 |
|          | 1822      | Bandeira do recém-independente Reino do Brasil                                        | Estandarte Pessoal do Príncipe Real com uma Coroa Real em vez de uma Imperial.                                                                                                  |
|          | 1822–1828 | Bandeira do Império do Brasil                                                         | O Brasão Imperial, dentro de um losango amarelo representando a Casa de Habsburgo, em um campo verde representando a Casa de Bragança.                                          |
|          | 1825–1828 | Bandeira da Argentina                                                                 | Uma tribanda composta por três faixas horizontais iguais coloridas em azul claro, branco e azul claro com um Sol de Maio amarelo no centro.                                     |
|          | 1825–1828 | Bandeira da Província Oriental                                                        | Uma tribanda, composta por três faixas horizontais iguais coloridas em azul, branco e vermelho.                                                                                 |
|          | 1828–1830 | Bandeira do Estado Oriental do Uruguai                                                | Nove listras horizontais de azul claro com o canto superior do lado do mastro exibindo o Sol de Maio no centro sobre uma tela branca.                                           |
|          | 1839–1851 | Bandeira do Gobierno del Cerrito                                                      | Semelhante à bandeira atual. |
|          | 1839–1851 | Bandeira do Gobierno de la Defensa                                                    | Semelhante à bandeira atual, mas com listras azuis claras. |

## Flâmulas do Uruguai
| Bandeira | Data            | Uso                                  | Descrição |
| -------- | --------------- | ------------------------------------ | --------- |
|          | 1924–atualmente | Flâmula do Yacht Club Punta del Este | [ 12 ]    |
|          | 1906–atualmente | Flâmula do Yacht Club Uruguayo       |           |